# Silures Football Club
 (janvier 2022).
Si vous disposez d'ouvrages ou d'articles de référence ou si vous connaissez des sites web de qualité traitant du thème abordé ici, merci de compléter l'article en donnant les références utiles à sa vérifiabilité et en les liant à la section « Notes et références ».
Le Silures club de Bobo-Dioulasso était un club burkinabè de football basé à Bobo-Dioulasso.
Il était considéré comme le club le plus puissant de la génération des années 70 après avoir possédé le titre de champion local à sept reprises consécutives, de 1974 à 1980.

## Historique
- 1965 : Fondation du club.
- 1974 : Le club est pour la première fois sacré champion du Burkina Faso.
- 1975 : Première participation continentale à la Coupe d'Afrique des clubs champions.
- 1978 : L'équipe réalise sa meilleure performance continentale en atteignant les quarts de finale de la Coupe d'Afrique des clubs champions.
- 1981 : Le club remporte la Coupe nationale pour la première fois de son histoire.
- 1982 : Disparition du club.

## Palmarès
| Compétitions nationales |
| --- |
| - Championnat du Burkina Faso (7) : - Vainqueur : 1974, 1975, 1976, 1977, 1978, 1979 et 1980. - Coupe du Burkina Faso : (1) : - Vainqueur : 1981. |